# Stuf
Stuf, pseudonyme de Stéphane De Becker, né le 19 janvier 1959 à Bruxelles (province de Brabant) et mort le 23 juillet 2015 à Vollore-Ville (Puy-de-Dôme en France) est un dessinateur et coloriste de bande dessinée belge.

## Biographie
Stéphane De Becker naît le 19 janvier 1959 à Bruxelles,. Il suit des cours de bande dessinée dès 1974. Ami et condisciple de Tome et Janry à l'école des arts de Woluwe-Saint-Lambert, il réalise avec eux sa première bande dessinée, Pétard Guy, caricaturant leur professeur d'alors, Guy Brasseur. Pour cette bande dessinée, Stuf reçoit un prix lors d'un concours organisé par le ministère belge francophone de la Culture.
Stuf poursuit ensuite des études à l'École supérieure des arts Saint-Luc à Bruxelles.
Il prend en charge les couleurs de Spirou et Fantasio en 1985 avec Le Réveil du Z, mais aussi de Soda l'année suivante, avec Luc Warnant puis Bruno Gazzotti au dessin, et du Petit Spirou à partir de 1990.
En juillet 1988, dans le no 2622 du magazine Spirou, Stuf crée avec Janry Jeux d’enfer, une page de jeu sous forme de gags mettant en scène Saint Pierre, prélude à Passe-moi l'ciel, dont le premier album paraît en 1999. La série d'albums est adaptée en pièce de théâtre à l'été 2015. La première représentation a lieu à La Comédie des Suds à Plan de Campagne, au nord de Marseille.
Il réalise également les affiches de festivals de bande dessinée de 1 200 Bulles à Woluwe-Saint Lambert en 2006 et de la brocante de Temploux en 2010.
Stuf meurt le 23 juillet 2015 en France d'une crise cardiaque, à l'âge de 56 ans,,.

## Publications

### Coloriste
- Spirou et Fantasio avec Tome et Janry
- Le Petit Spirou avec Tome et Janry

- Soda.
- 1. Un ange trépasse, Dupuis, Marcinelle, septembre 1987
Scénario : Tome - Dessin : Luc Warnant - Couleurs : Stuf -  (ISBN 2-8001-1515-7)
- 2. Lettres à Satan, Dupuis, Marcinelle, mai 1988
Scénario : Tome - Dessin : Luc Warnant - Couleurs : Stuf -  (ISBN 2-8001-1539-4)
- 3. Tu ne buteras point, Dupuis, Marcinelle, mars 1991
Scénario : Tome - Dessin : Bruno Gazzotti, Luc Warnant - Couleurs : Stuf -  (ISBN 2-8001-1819-9)
- 4. Dieu est mort ce soir, Dupuis, coll. « Repérages », Marcinelle, février 1993
Scénario : Tome - Dessin : Bruno Gazzotti - Couleurs : Stuf -  (ISBN 2800119489)
- 5. Fureur chez les saints, Dupuis, coll. « Repérages », Marcinelle, novembre 1993
Scénario : Tome - Dessin : Bruno Gazzotti - Couleurs : Stuf -  (ISBN 2800120592)
- 6. Confessions Express, Dupuis, coll. « Repérages », Marcinelle, octobre 1994
Scénario : Tome - Dessin : Bruno Gazzotti - Couleurs : Stuf -  (ISBN 280012136X)
- 13. Résurrection, Dupuis, Marcinelle, novembre 2014
Scénario : Tome - Dessin : Dan - Couleurs : Stuf -  (ISBN 978-2-8001-5325-4)

## Réception

### Hommage

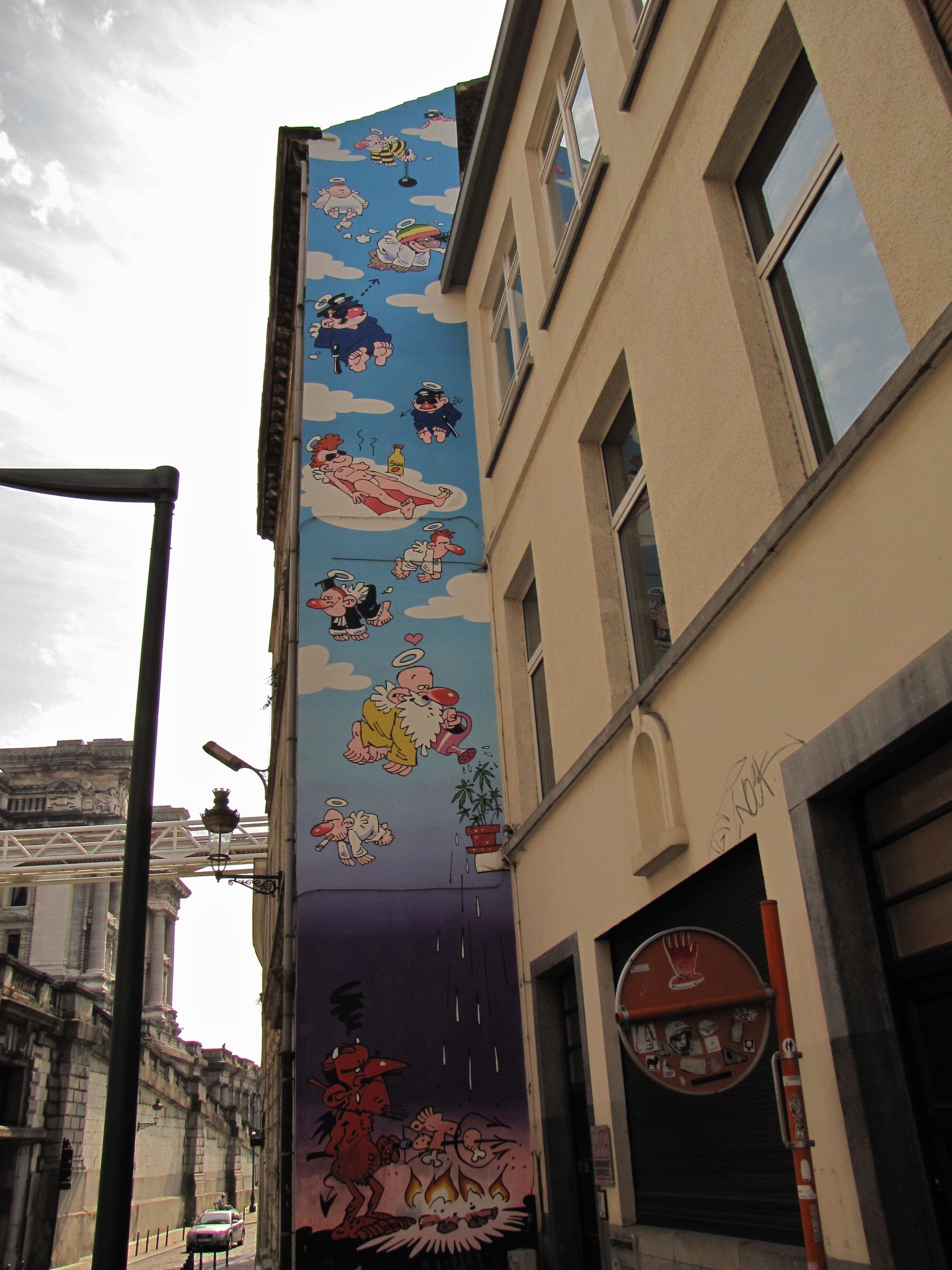
Fresque murale Passe-moi l'ciel

En septembre 2002, une fresque murale inspirée de la série  Passe-moi l'ciel est inaugurée au 91 rue des Minimes. Elle fait partie du parcours BD de Bruxelles à Bruxelles.

#### Livres
: document utilisé comme source pour la rédaction de cet article.
- Jean Pirotte (dir.) et Luc Courtois, Du régional à l'universel. : L'imaginaire wallon dans la bande dessinée., Louvain-la-Neuve, Fondation wallonne Pierre-Marie et Jean-François Humblet, 1999, 310 p. (ISBN 978-2-9600072-3-7 et 2960007239, OCLC 1075833932), p. 252.  lire sur Google Livres
- Jacques Fiérain, « Stuf », dans La BD à Bruxelles et en Brabant, Charleroi, Éd. l'Âge d'or, avril 2003, 144 p., ill. ; 31 cm (ISBN 9782960119664 et 2960119665, OCLC 470388171, présentation en ligne), p. 130.
- Henri Filippini, « Stuf », dans Dictionnaire de la bande dessinée, Paris, Bordas, 2005, 912 p., ill. ; 27 cm (ISBN 9782047299708 et 2047299705, OCLC 1009545288, présentation en ligne), p. 870.
- Philippe Mellot, Michel Denni, Laurent Turpin et Isabelle Morzadec, Trésors de la bande dessinée : BDM 2021-2022 - Catalogue encyclopédique et Argus, Paris, Les Arènes, novembre 2020, 22e éd., 1700 p., ill. ; 23 cm (ISBN 9791037502582, OCLC 1240308146, présentation en ligne), p. 842. .